# Karl Christian Kehrer

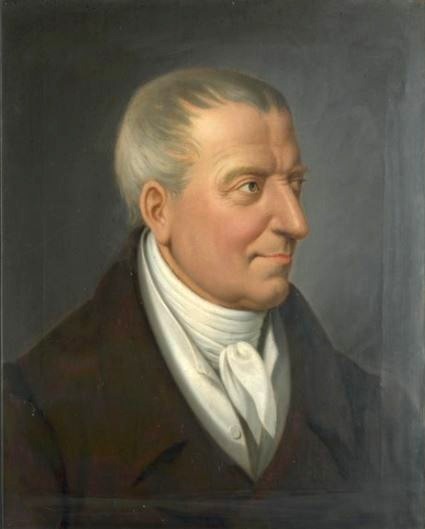
Selbstbildnis (1820)

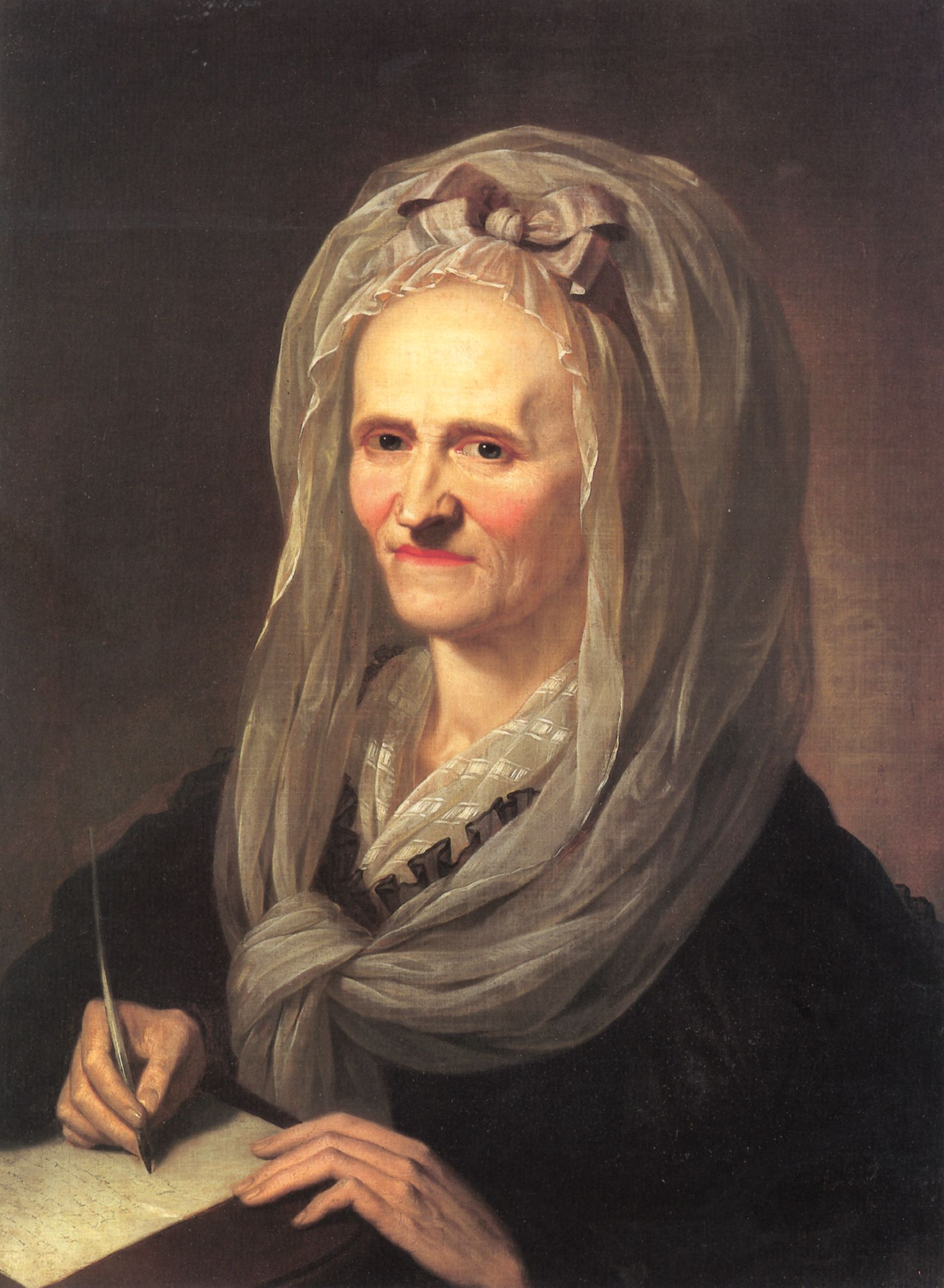
Die Karschin (1791)

Karl Christian Kehrer (* 1. August 1755 in Dillenburg; † 7. April 1833 in Ballenstedt) war ein deutscher Porträt-, Landschafts- und Historienmaler.

## Leben
Karl Christian Kehrer erhielt seinen ersten Unterricht durch Anton Wilhelm Tischbein in Hanau, wo er sich vier Jahre lang aufhielt. 1777 ging er nach Erbach im Odenwald, betätigte sich als Porträtmaler, und arbeitete auch in verschiedenen Gegenden am Rhein. Nach einer Zwischenstation im Hannoverschen im Jahr 1782 ging er an den Hof der Fürsten von Anhalt-Bernburg in Ballenstedt. Dort wurde ihm erlaubt, ab 1785 die Akademie der Künste in Dresden zu besuchen, wo er bis Oktober 1787 blieb, um anschließend nach Leipzig zu gehen. 1788 kehrte er nach Ballenstedt zurück.
Die in den zwei Jahren in Dresden genossene Ausbildung war für seinen weiteren Werdegang ganz entscheidend und trug wesentlich zu seiner künstlerischen Reputation bei. Seine Fähigkeiten als Maler brachten Kehrer im Jahr 1790 schließlich nach Berlin, wo er bis 1792 blieb. 1793 wurde er als Mitglied der „Sektion für die Bildenden Künste“ in die Preußische Akademie der Künste aufgenommen. Ab 1815 war er zudem Mitglied der „Churfürstlichen Hessischen Zeichen-Akademie“ zu Hanau, Ursprung der heutigen Staatlichen Zeichenakademie Hanau.
Neben Porträts umfasst Karl Christian Kehrers Werk Landschaftsdarstellungen und Genrestücke. 1819 fanden zwei kleine Bilder besondere Beachtung: ein junger Künstler im altdeutschen Kostüm vor der von ihm gemalten Madonna, und der Genius der bildenden Künstler im Konflikt mit den Accise- und Zollbedienten vor einem Stadttor. Das Bild ist heute in der Anhaltischen Gemäldegalerie in Dessau ausgestellt. Kehrer malte auch nach Werken der Dichtkunst, so 1826 „Des Künstlers Erdenwallen“ in drei Bildern nach Goethe. Außerdem sind von ihm Jagdstücke, Darstellungen aus der Zeitgeschichte sowie aus dem Dreißigjährigen Krieg bekannt.
Sein jüngerer Bruder war der Erbacher Hofmaler und Archivar Christian Kehrer.